# Предатор (филм из 1987)
Предатор (енгл. Predator) је амерички научнофантастични акциони филм, са елементима хорорa из 1987. године у режији Џона Мактирнана, сценарио за филм су написали Џим и Џон Томас, а у главним улогама су Арнолд Шварценегер, Карл Ведерс, Џеси Вентура, Шејн Блек, Ричард Чавес и Кевин Питер Хол.
Филм је добио генерално добре оцене, на сајту IMDb има просечну оцену 7,8 од 10 а публика са сајта Ротен томејтоуз га је оценила са 87% док је од стране критичара са истог сајта добио нешто слабији проценат од 81%. Укупна зарада од филма се процењује на више од 98 милиона $ што је око 5 пута више од цифре коју је износио продукцијски буџет. Захваљујући комерцијалном успеху који је постигао филм је изродио још 3 наставка, од којих је први снимљен 3 године касније под насловом Предатор 2. Снимљена су и два филма у комбинацији са темом филма Осми путник: Осми путник против предатора из 2004. и Осми путник против предатора 2: Реквијем из 2007. године.

## Радња
Радња филма прати одред елитних војника чија је мисија да спасу таоце од герилске групе у Средњој Америци, не знајући да их све време прогања чудовишни ванземаљац.

## Улоге
| Глумац             | Улога                                 |
| ------------------ | ------------------------------------- |
| Арнолд Шварценегер | Мајор Дач                             |
| Карл Ведерс        | Дилон                                 |
| Џеси Вентура       | Блејн                                 |
| Шејн Блек          | Каплар Хокинс                         |
| Кевин Питер Хол    | Предатор                              |
| Ричард Чавес       | Пончо                                 |
| Сани Ландам        | Били                                  |
| Елпидија Кариљо    | Ана                                   |
| Бил Дјук           | Наредник Мак                          |
| Ар Џи Армстронг    | Генерал Филипс                        |
| Свен Оле Торсен    | совјетски војни саветник (непотписан) |